# Giuseppe Cederna
Giuseppe Cederna (Roma, 25 giugno 1957) è un attore e scrittore italiano.

## Biografia
Figlio dello scrittore e politico Antonio Cederna e nipote della scrittrice e giornalista Camilla Cederna, ha per nonno paterno il socio fondatore del Milan Giulio Cederna. Esordisce come attore cinematografico nel 1982 con Cercasi Gesù, di Luigi Comencini. Dopo molto cinema d'autore, si fa notare in Fracchia contro Dracula (1985) di Neri Parenti, nel ruolo comico dell'orrido servitore gobbo Boris.
Tra le sue interpretazioni più note, quella dell'attendente Antonio Farina, innamorato della prostituta Vassilissa, nel film Mediterraneo. Sempre diretto da Gabriele Salvatores, aveva precedentemente interpretato il ruolo di uno degli amici trentenni in Marrakech Express. Nel 2003 interpreta Luigi Greco, uno dei responsabili della morte del padre del commissario Corsi, nella fiction Distretto di polizia 4.
All'attività cinematografica e letteraria affianca quella teatrale con spettacoli di lettura pubblica, come In cammino. Storie per sentirsi vivi e camminare a testa alta, nel 2004, tratto dal suo libro Il grande viaggio. Nel 2009 appare nella terza stagione della serie televisiva de L'ispettore Coliandro, (Sempre avanti), nella quale interpreta la parte di uno spacciatore di droga.
Nel 2010 partecipa al film Maschi contro femmine e nel 2011 al seguito Femmine contro maschi. Nel 2014 partecipa alla fiction di Rai 1 Non avere paura - Un'amicizia con Papa Wojtyla. È autore del radio-documentario Un viaggio tra le pietre vive della Palestina, che Radio 3 trasmette per il ciclo Passioni nel 2014. Il 7 gennaio 2015 debutta al Teatro Stabile di Torino lo spettacolo L'ultima estate dell'Europa, il racconto di un sopravvissuto alla prima guerra mondiale attraverso le voci di soldati, scrittori e letterati del tempo. Sul palco, oltre a Cederna, i musicisti ed autori delle musiche Alberto Capelli e Mauro Manzoni.
Interpreta Francesco Saverio Borrelli tra il 2015 e il 2019 nella serie TV 1992, 1993 e 1994. Nel 2016 debutta con il monologo brillante Mozart - Ritratto di un clown, per la regia Ruggero Cara ed Elisabeth Boeke, in scena con il pianista Sandro D'Onofrio. Nel 2017 debutta con lo spettacolo Da questa parte del mare di Gianmaria Testa, per la regia di Giorgio Gallione. 
Per la sua interpretazione in Hammamet, riceve una candidatura come miglior attore non protagonista al David di Donatello 2021. Sempre nel 2021 affianca Kasia Smutniak nel film 3/19.
Appassionato di alpinismo, per mezzo di televisori collocati nelle diverse sale espositive assolve al ruolo di guida virtuale del Museo nazionale della montagna di Torino.

## Filmografia

### Cinema
- Cercasi Gesù, regia di Luigi Comencini (1982)
- Sogno di una notte d'estate, regia di Gabriele Salvatores (1983)
- Occhei, occhei, regia di Claudia Florio (1983)
- Sotto.. sotto.. strapazzato da anomala passione, regia di Lina Wertmüller (1984)
- Enrico IV, regia di Marco Bellocchio (1984)
- Live, regia di Bruno Bigoni e Kiko Stella (1984)
- Giulia in ottobre, regia di Silvio Soldini (1984) - mediometraggio
- Il lungo inverno, regia di Ivo Barnabò Micheli (1985)
- Le due vite di Mattia Pascal, regia di Mario Monicelli (1985)
- Mamma Ebe, regia di Carlo Lizzani (1985)
- Fracchia contro Dracula, regia di Neri Parenti (1985)
- La sposa americana, regia di Giovanni Soldati (1986)
- La famiglia, regia di Ettore Scola (1987)
- Sotto il ristorante cinese, regia di Bruno Bozzetto (1987)
- Kidnapping - Pericolo in agguato, regia di Elie Chouraqui (1987)
- Provvisorio quasi d'amore, regia di Francesca Marciano (1988) - episodio Sirena
- In una notte di chiaro di luna, regia di Lina Wertmuller (1989)
- Marrakech Express, regia di Gabriele Salvatores (1989)
- Italia - Germania 4-3, regia di Andrea Barzini (1990)
- Il viaggio di Capitan Fracassa, regia di Ettore Scola (1990)
- Mediterraneo, regia di Gabriele Salvatores (1991)
- Gangsters, regia di Massimo Guglielmi (1992)
- Per non dimenticare, regia di Massimo Martelli (1992) - cortometraggio
- Un'anima divisa in due, regia di Silvio Soldini (1993)
- Anime fiammeggianti, regia di Davide Ferrario (1994)
- Bidoni, regia di Felice Farina (1995)
- Porzûs, regia di Renzo Martinelli (1997)
- Tu ridi, regia di Paolo e Vittorio Taviani (1998)
- Besame mucho, regia di Maurizio Ponzi (1999)
- Il partigiano Johnny, regia di Guido Chiesa (2000)
- El Alamein - La linea del fuoco, regia di Enzo Monteleone (2002)
- Promised Land, regia di Michael Beltrami (2004)
- Cielo e terra, regia di Luca Mazzieri (2005)
- Il primo giorno d'inverno, regia di Mirko Locatelli (2008)
- Aspettando il sole, regia di Ago Panini (2008)
- Diverso da chi?, regia di Umberto Carteni (2009)
- Nine, regia di Rob Marshall (2009)
- Maschi contro femmine, regia di Fausto Brizzi (2010)
- Femmine contro maschi, regia di Fausto Brizzi (2011)
- Il comandante e la cicogna, regia di Silvio Soldini (2012)
- Meno 100 KG, regia di Emanuele Caruso (2013) - documentario
- Il mio nome è Nicolò, regia di Giovanni Battista Origo (2013) - cortometraggio, voce di Nicolò
- Il colore nascosto delle cose, regia di Silvio Soldini (2017)
- Exitus - Il passaggio, regia di Alessandro Bencivenga (2019)
- Hammamet, regia di Gianni Amelio (2020)
- 3/19, regia di Silvio Soldini (2021)
- Pantafa, regia di Emauele Scaringi (2022)
- Marcel!, regia di Jasmine Trinca (2022)

### Televisione
- Sogni e bisogni, regia di Sergio Citti - miniserie TV (1985)
- Investigatori d'Italia, regia di Paolo Poeti – miniserie TV (1987)
- Piazza Navona, epis. Cuore di ladro, regia di Ugo Fabrizio Giordani - serie TV (1988)
- I giudici - Excellent Cadavers, regia di Ricky Tognazzi - film TV (1999)
- Distretto di Polizia 4, regia di Monica Vullo - serie TV, 8 episodi (2003)
- L'ispettore Coliandro, regia dei Manetti Bros. - serie TV (2009)
- K2 - La montagna degli italiani, regia di Robert Dornhelm - film TV (2013)
- Non avere paura - Un'amicizia con Papa Wojtyla, regia di Andrea Porporati - film TV (2014)
- 1992, regia di Giuseppe Gagliardi - Serie TV, episodi 1x01, 1x02, 1x03 (2015)
- 1993, regia di Giuseppe Gagliardi - Serie TV, episodio 2x07 (2017)
- Made in Italy, regia di Luca Lucini e Ago Panini - Serie TV (2019)
- 1994, regia di Giuseppe Gagliardi - Serie TV, episodi 3x04, 3x06, 3x07 (2019)
- La donna per me, regia di Marco Martani - film TV (2022)

## Libri
- Il grande viaggio, Feltrinelli, 2004 (ediz. tascabile 2007 ISBN 978-88-07-81943-8)
- Ticino. Le voci del fiume, storie d'acqua e di terra, Excelsior 1881, 2009 ISBN 88-6158-107-2
- Piano americano, Feltrinelli, 2011 ISBN 978-88-07-49106-1

## Riconoscimenti
- David di Donatello
  - 1991 – Candidatura al miglior attore non protagonista per Mediterraneo
  - 2021 – Candidatura al miglior attore non protagonista per Hammamet

- Festival du Cinéma Italien d'Annecy
  - 2008 – Prix d'Interprétation Masculine al suo ruolo per Aspettando il sole